# Planudes funestus
Planudes funestus är en insektsart som beskrevs av Ludwig Redtenbacher 1906. Planudes funestus ingår i släktet Planudes och familjen Pseudophasmatidae. Inga underarter finns listade i Catalogue of Life.